# Spilosoma cervina
Spilosoma cervina är en fjärilsart som beskrevs av Hans Daniel Johan Wallengren 1864. Spilosoma cervina ingår i släktet Spilosoma och familjen björnspinnare. Inga underarter finns listade i Catalogue of Life.